# Campidoglio (Raleigh)
Il Campidoglio di Raleigh (in inglese North Carolina State Capitol) è la sede governativa dello Stato della Carolina del Nord, negli Stati Uniti d'America.
Sorge a Raleigh, dove fu completato nel 1833 in stile neoclassico.